# Aspredo aspredo
Aspredo aspredo — єдиний вид роду Aspredo з підродини Aspredininae родини Широкоголові соми ряду сомоподібних.

## Опис
Загальна довжина досягає 38,3 см. Спостерігається статевий диморфізм: самиці більші за самців. Голова пласка і дуже широка. Очі маленькі. Є 3 пари вусів. Тулуб великий у передній частині. Спинний плавець піднятий догори, помірно широкий, з короткою основою. Жировий плавець крихітний. Грудні плавці широкі, помірно довгі. Хвостове стебло довге і вузьке, як і анальний плавник.
Загальний фон сіро-рожевий, майже однотонний.

## Спосіб життя
Зустрічається у прибережних ділянках річок, в каламутній прісній і солонуватій жорсткій воді з піщано-мулистими ґрунтами. Це бентосна риба. Живиться водними безхребетними і дрібною рибою.
Розмножується в березні-червні. Самиця виношує ікру на череві. народження мальків відбувається у січні-лютому.

## Розповсюдження
Мешкає від Венесуели до північної Бразилії, також на о. Тринідад. Насамперед поширена в річках Оріноко та Амазонка.